# Герб БНР
Герб БНР (Герб Белорусской Народной Республики; бел. Герб Беларускай Народнай Рэспублікі) — один из государственных символов Белорусской Народной Республики, наряду с флагом и гимном. За основу герба взята «Погоня» Великого княжества Литовского .
После Февральской революции национально настроенная интеллигенция стала добиваться автономии на территории с преобладанием белорусов. После Октябрьской революции бо́льшая часть территории Белоруссии была оккупирована Германией. На оккупированной территории 25 марта 1918 года представители нескольких национальных движений объявили о создании независимой Белорусской Народной Республики (БНР).
Первоначальной символикой БНР стали социалистические символы — атрибуты крестьянской трудовой деятельности: сноп, грабли и коса. Именно они были на печати Народного секретариата Белоруссии, которой заверялись первые официальные документы республики. Однако, многие деятели БНР видели в ней продолжение традиций Великого княжества Литовского и считали, что гербом республики должен стать герб княжества. Ещё в 1917 году Белорусский Национальный Комитет одобрил инициативу местных Советов и постановил считать исторический герб Великого княжества Литовского и Русского белорусской национальной эмблемой.
В феврале 1918 года белорусские деятели, находящиеся в Вильно, провозглашают создание виленской Белорусской Рады во главе с Антоном Луцкевичем. Новая организация избирает своим гербом «Погоню».
В апреле 1918 года находящийся в Киеве известный белорусский общественный деятель, историк и этнограф Митрофан Довнар-Запольский настаивал, чтобы гербом БНР стала «Погоня». За замену символики БНР также ратовал руководитель Минского народного представительства Роман Скирмунт.
15 мая 1918 года Рада Белорусской Народной Республики утвердила герб «Погоня» в качестве государственного герба. 11 августа 1918 года в газете «Вольная Беларусь» было опубликовано официальное описание герба:

В красном поле изображение всадника — «Погоня».
После капитуляции Германии и отвода германских войск с территории современной Белоруссии, правительство БНР переезжает в Вильно,  потом в Гродно, а затем эмигрирует на Запад, где продолжает использовать Погоню, как герб республики до 1925 года, когда было принято решение о самороспуске (с чем Рада БНР не согласилась).

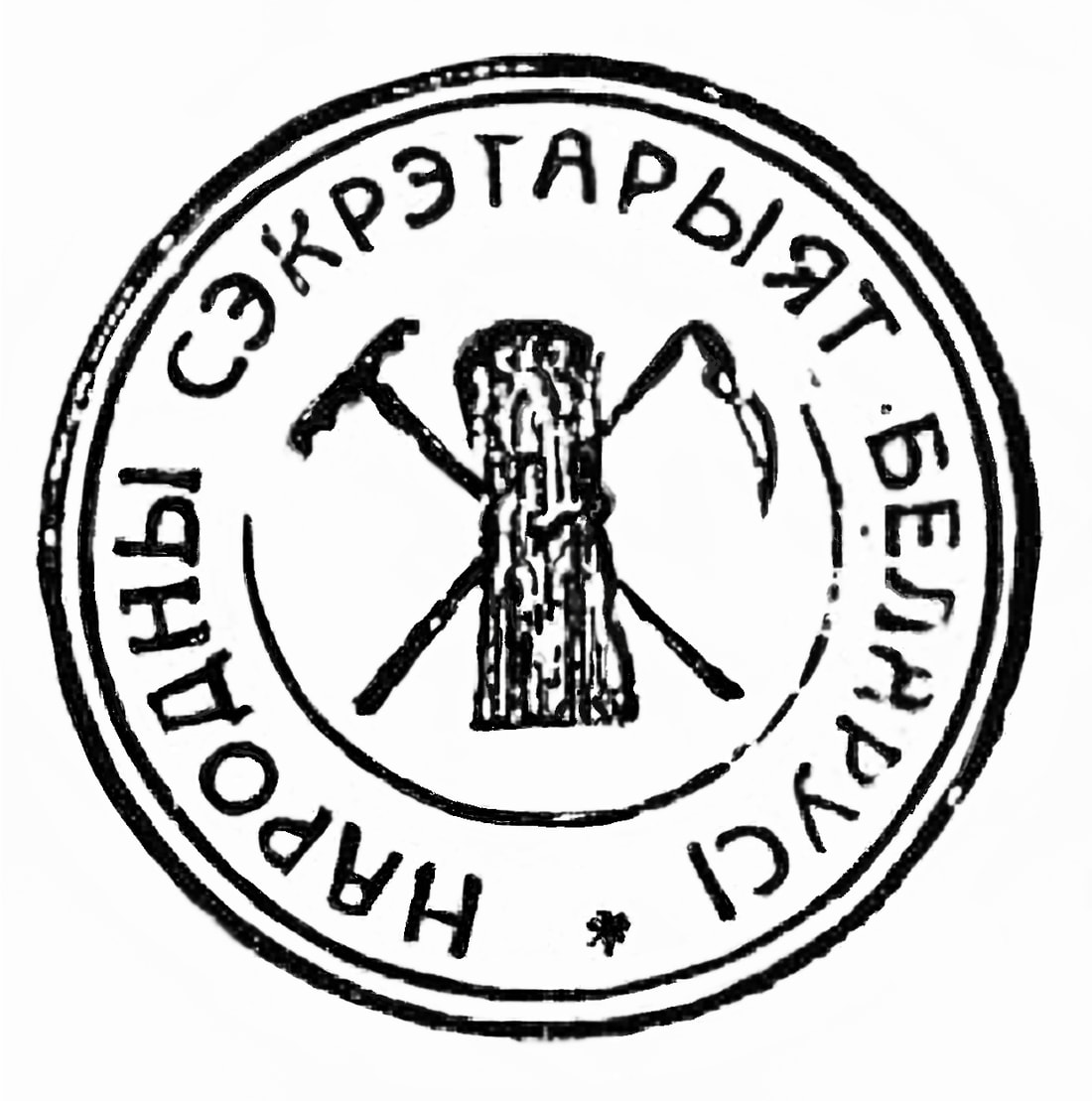
Первоначальная эмблема БНР
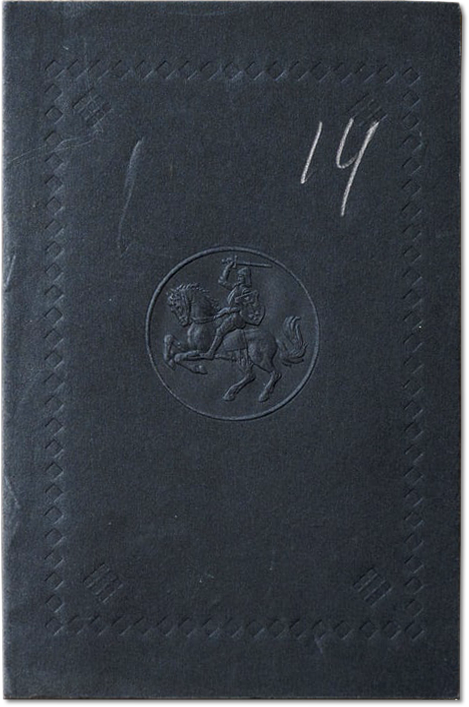
Обложка паспорта гражданина БНР 1918—1919 гг.
Герб с внутренних страниц паспорта гражданина БНР 1918—1919 гг.
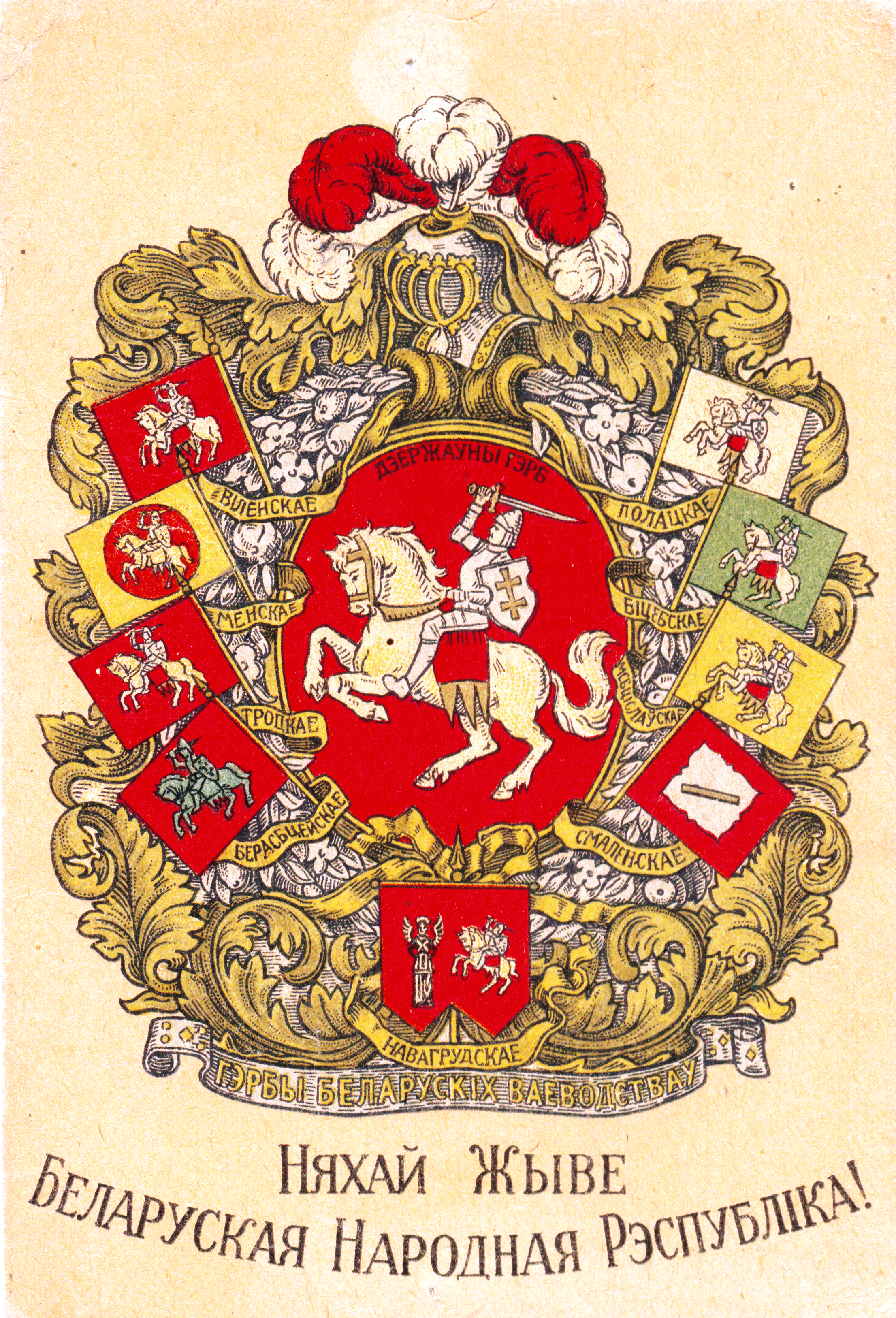
Открытка с гербом БНР
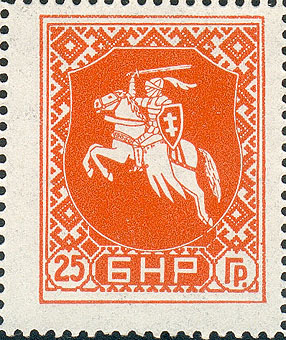
Герб на марке, выпущенной Радой БНР в 1950-х гг.

В 1991 году решением Верховного Совета Республики герб Белорусской Народной Республики 1918 года был восстановлен в качестве государственного символа Белоруссии.